# Djouab
Djouab (în arabă جواب) este o comună din provincia Médéa, Algeria.
Populația comunei este de 9.901 locuitori (2008).